# Ecosistema marino

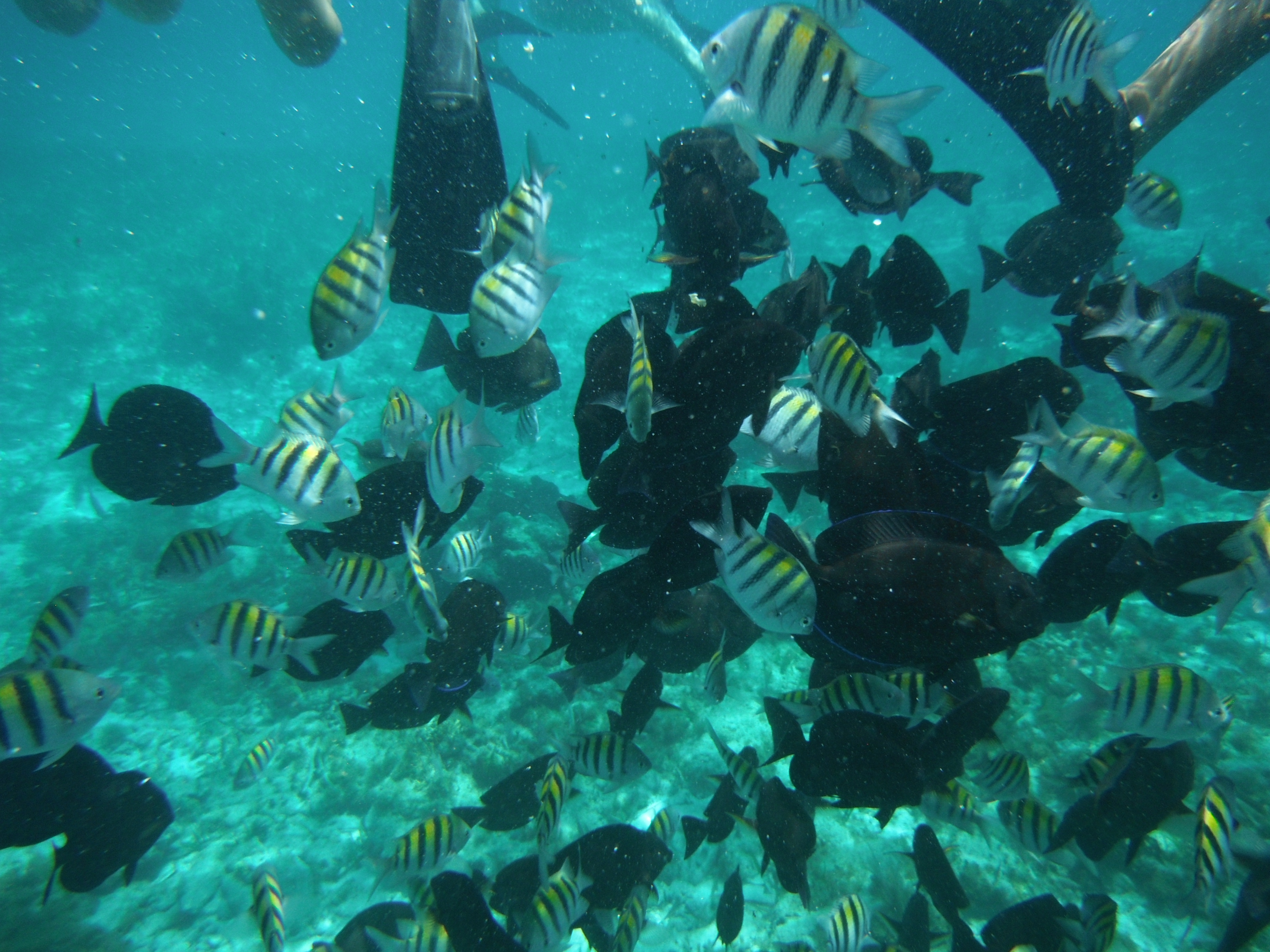
En el mar Caribe se aprecian diferentes especies del ecosistema marino.

Los ecosistemas marinos son los ecosistemas acuáticos más grandes de la Tierra y se distinguen por existir en aguas con un alto contenido de sal. Estos sistemas contrastan con los ecosistemas de agua dulce, que en cambio, tienen menores contenidos de sal. Las aguas marinas cubren más del 70% de la superficie de la Tierra. Representan más del 97% del suministro de agua del planeta y el 90% del espacio habitable. Los ecosistemas marinos incluyen sistemas cercanos a la costa, como marismas salinas, llanuras de marea, praderas marinas, manglares, zonas intermareales, bosques de algas y arrecifes de coral. También se extienden lejos de la costa para incluir sistemas en alta mar, como el océano superficial, las aguas pelágicas, el mar profundo, los respiraderos hidrotermales  y el fondo marino. Los ecosistemas marinos se caracterizan por la comunidad biológica de organismos con los que están asociados y su entorno físico. La corriente de Humboldt en Ecuador, Perú y Chile alberga el «ecosistema marino más numeroso del planeta».

## Tipos de ecosistemas marinos

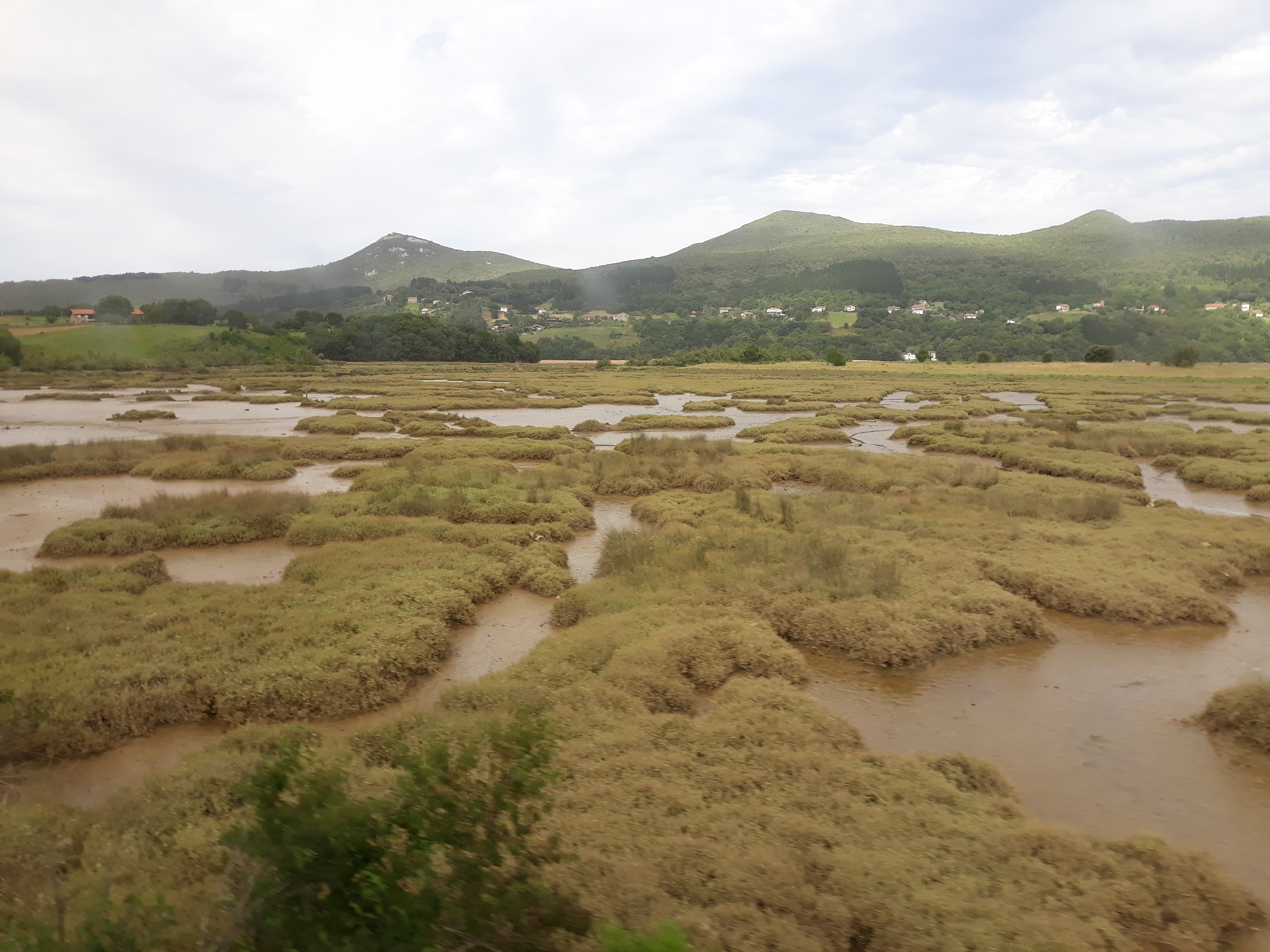
Marismas del Oka en las inmediaciones del puerto romano de Forua.

### Marismas

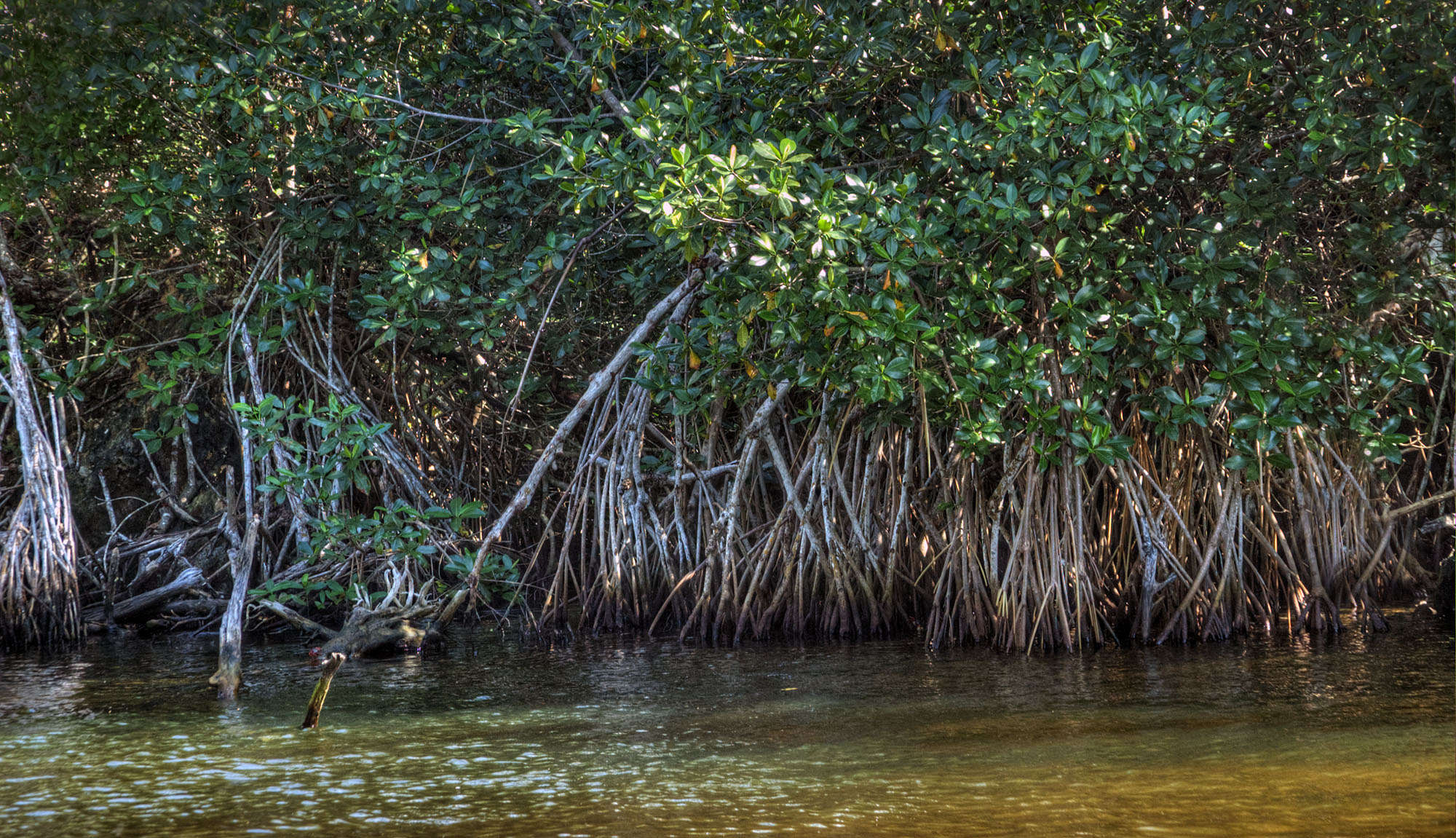
Manglares

Los ecosistemas marinos son los ecosistemas acuáticos más grandes de la Tierra y se distinguen por estar en aguas con un alto contenido de sal. Estos sistemas contrastan con los ecosistemas de agua dulce, que en cambio, tienen menores contenidos de sal. Las marismas son una transición del océano a la tierra, donde se mezclan agua dulce y salada. El suelo en las marismas a menudo está compuesto de lodo y una capa de material orgánico llamado turba. La turba se caracteriza como materia vegetal inundado en descomposición y llena de raíces que a menudo causa niveles bajos de oxígeno (hipoxia). Estas condiciones hipóxicas son causadas por el crecimiento de bacterias que también le dan a las marismas un olor sulfuroso por el que son conocidas. Existen marismas en todo el mundo y son necesarias para la buena salud de los ecosistemas y la economía. Son ecosistemas extremadamente productivos que brindan servicios esenciales para más del 75 por ciento de las especies pesqueras además de proteger las costas de la erosión y las inundaciones. Las marismas se pueden dividir generalmente en pantanos altos, pantanos bajos y la frontera de tierras altas. El pantano bajo está más cerca del océano, y se inunda en casi todas las mareas, excepto en marea baja. El pantano alto se encuentra entre el pantano bajo y el límite de las tierras altas y, por lo general, solo se inunda cuando hay mareas más altas de lo habitual. El borde de las tierras altas es el borde de agua dulce del pantano y generalmente se encuentra en elevaciones ligeramente más altas que el pantano alto. Por lo general, esta región solo se inunda en condiciones climáticas extremas y experimenta mucho menos condiciones de anegamiento y estrés salino que otras áreas del pantano.

### Manglares

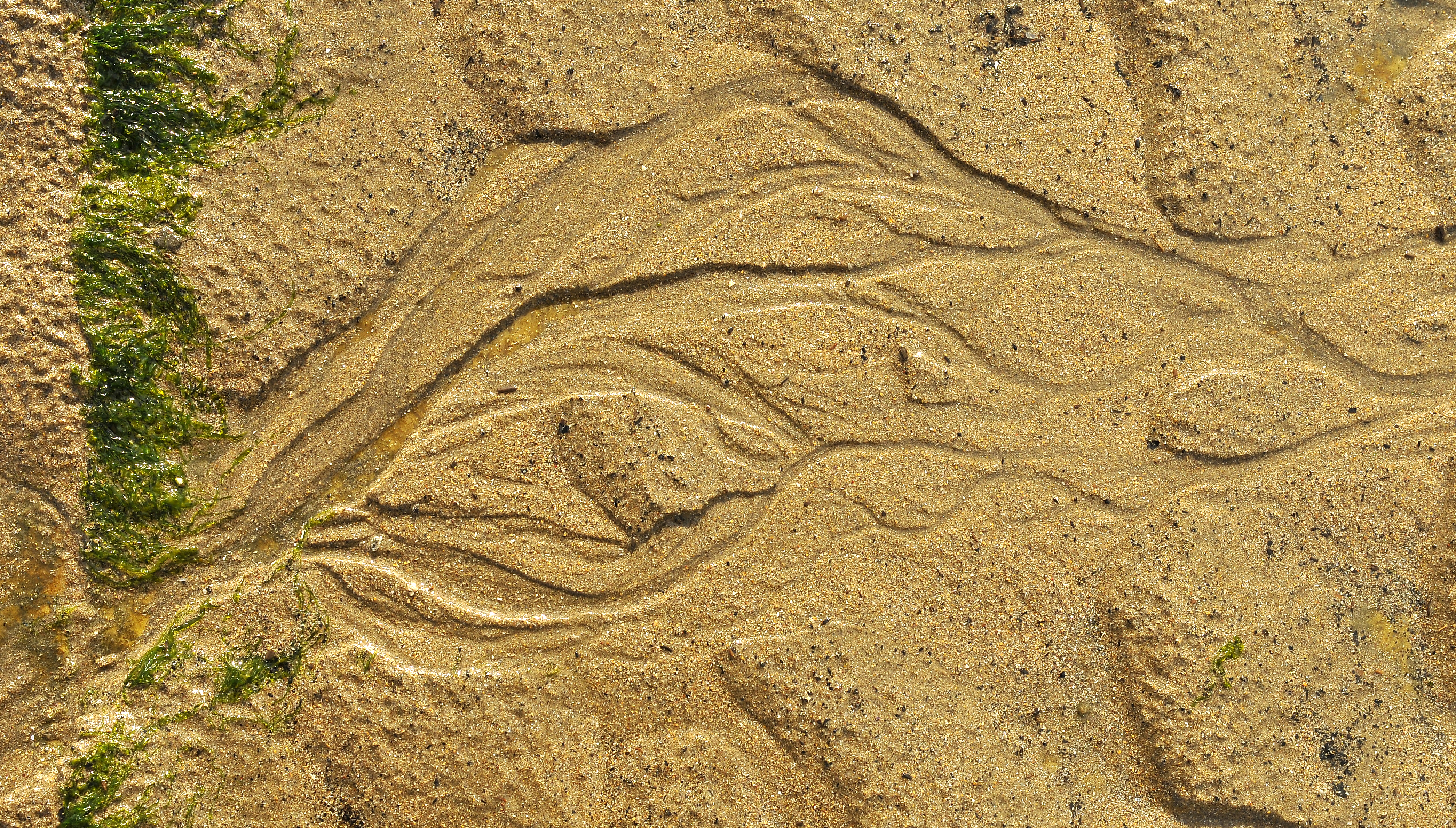
Detalle de la zona intermareal junto a la Torre de Belém. Lisboa (Portugal)

Los manglares son árboles o arbustos que crecen en suelos con poco oxígeno cerca de las costas en latitudes tropicales o subtropicales. Son un ecosistema extremadamente productivo y complejo que conecta la tierra y el mar. Los manglares consisten en especies que no están necesariamente relacionadas entre sí y que a menudo se agrupan por las características que comparten en lugar de por similitudes genéticas. Debido a su proximidad a la costa, han desarrollado adaptaciones como la excreción de sal y la aireación de las raíces para vivir en agua salada y sin oxígeno. Los manglares a menudo se pueden reconocer por su densa maraña de raíces que actúan como protección para la costa al reducir la erosión de las marejadas ciclónicas, corrientes, olas y mareas. El ecosistema de manglares también es una fuente importante de alimento para muchas especies, además de ser excelente para secuestrar dióxido de carbono de la atmósfera con un almacenamiento global de carbono en los manglares que se estima en 34 millones de toneladas métricas por año.

### Zonas intermareales

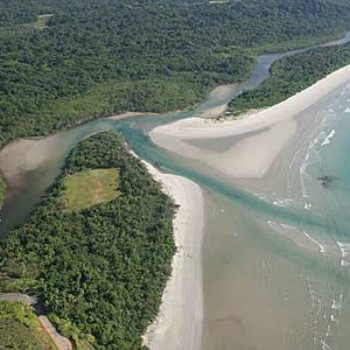
Estuario

Las zonas intermareales son las áreas que son visibles y están expuestas al aire durante la marea baja y cubiertas por agua salada durante la marea alta. Hay cuatro divisiones físicas de la zona intermareal y cada una tiene sus características y vida silvestre distintas. Estas divisiones son la zona de pulverización, la zona intermareal alta, la zona intermareal media y la zona intermareal baja. La zona de pulverización es un área húmeda a la que generalmente solo llega el océano y se sumerge solo bajo mareas altas o tormentas. La zona intermareal alta se sumerge durante la marea alta, pero permanece seca durante largos períodos entre mareas altas. Debido a la gran variedad de condiciones posibles en esta región, ella se encuentra habitada por especies resistentes a estos cambios, como percebes, caracoles marinos, mejillones y cangrejos ermitaños. Las mareas fluyen sobre la zona intermareal media dos veces al día y esta zona tiene una mayor variedad de vida silvestre. La zona intermareal baja está sumergida casi todo el tiempo excepto durante las mareas más bajas y la vida es más abundante aquí debido a la protección que brinda el agua.

### Estuarios

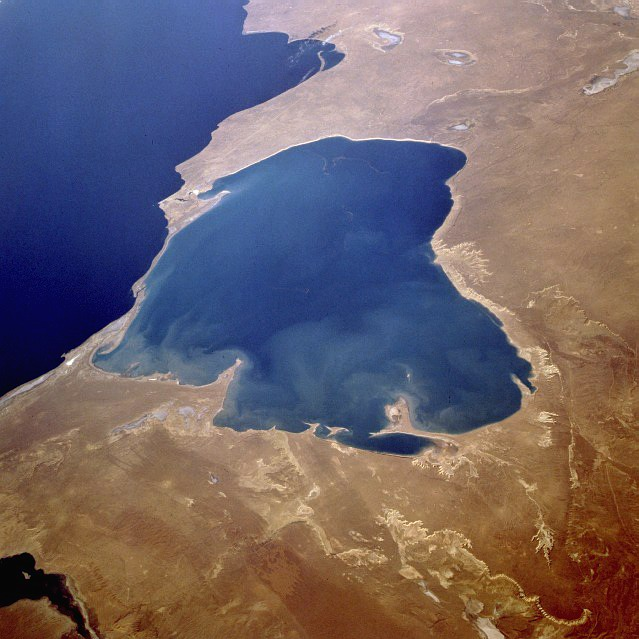
Kara Bogaz Gol, una laguna costera en Turkmenistán.

Los estuarios ocurren donde hay un cambio notable en la salinidad entre las fuentes de agua salada y dulce. Esto se encuentra típicamente donde los ríos se encuentran con el océano o el mar. La vida silvestre que se encuentra dentro de los estuarios es única ya que el agua en estas áreas es salobre, una mezcla de agua dulce que fluye hacia el océano y agua salada del mar. También existen otros tipos de estuarios con características similares a los estuarios salobres tradicionales. Los Grandes Lagos son un buen ejemplo. Allí, el agua del río se mezcla con el agua del lago y crea estuarios de agua dulce. Los estuarios son ecosistemas extremadamente productivos de los cuales dependen seres humanos y múltiples especies animales para diversas actividades. Esto puede verse en el hecho de ue, de las 32 ciudades más grandes del mundo, 22 están ubicadas en estuarios ya que brindan muchos beneficios ambientales y económicos, como hábitats cruciales para muchas especies y centros económicos para muchas comunidades costeras. Los estuarios también brindan servicios ecosistémicos esenciales, como filtración de agua, protección del hábitat, control de la erosión, regulación del gas, ciclo de nutrientes, e incluso brindan oportunidades de educación, recreación y turismo a las personas.

### Lagunas costeras

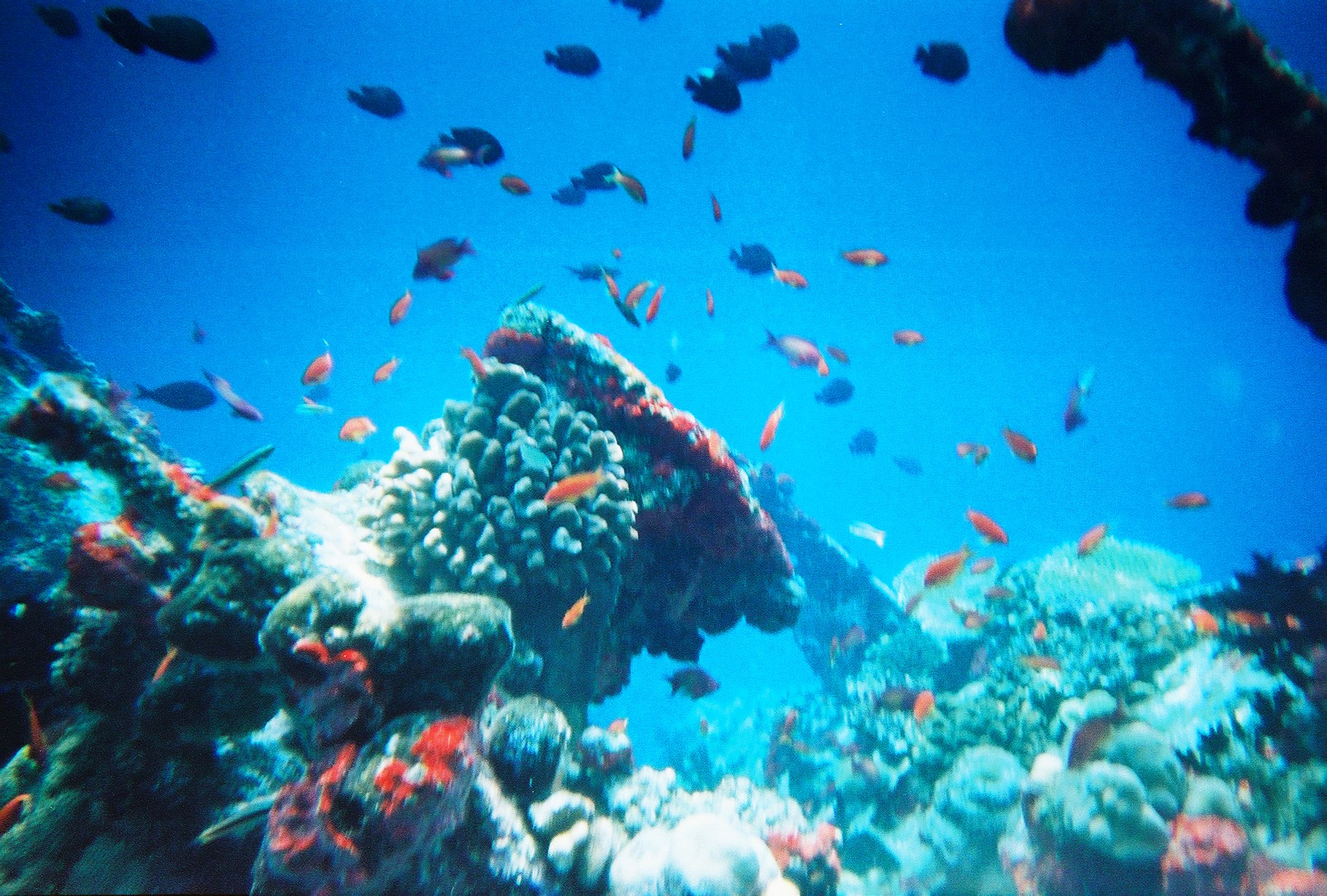
Los arrecifes de coral forman ecosistemas marinos complejos de gran biodiversidad.

Las lagunas son áreas que están separadas de cuerpos de agua más grandes por barreras naturales como arrecifes de coral o bancos de arena. Hay dos tipos de lagunas, lagunas costeras y oceánicas, llamadas atolones. Una laguna costera es, como su nombre indica, un cuerpo de agua que está separado del océano por una barrera. Una laguna oceánica u atolón es un arrecife de coral circular o varias islas de coral que rodean una laguna. Las lagunas de los atolones suelen ser mucho más profundas que las costeras. La mayoría de las lagunas son muy poco profundas, lo que significa que se ven muy afectadas por cambios en las precipitaciones, la evaporación y el viento. Esto significa que la salinidad y la temperatura son muy variables en las lagunas y que pueden tener agua que varía de dulce a hipersalina. Las lagunas se pueden encontrar en las costas de todo el mundo, en todos los continentes excepto en la Antártida y es un hábitat extremadamente diverso que alberga una amplia gama de especies, incluidas aves, peces, cangrejos, plancton y otras. Las lagunas también son importantes para la economía, ya que proporcionan una amplia gama de servicios ecosistémicos, además de ser el hogar de muchas especies diferentes. Algunos de estos servicios incluyen pesca, ciclo de nutrientes, protección contra inundaciones, filtración de agua y usos tradicionales.

### Arrecifes de coral
Los arrecifes de coral son uno de los ecosistemas marinos más conocidos del mundo, siendo el más grande la Gran Barrera de Coral. Estos arrecifes están compuestos por grandes colonias de coral de una variedad de especies que viven juntas. Los corales forman múltiples relaciones simbióticas con los organismos que los rodean.

### Fondo marino y mar profundo
Las profundidades marinas contienen hasta el 95% del espacio ocupado por organismos vivos. En combinación con el fondo marino (o zona bentónica), estas dos áreas aún no se han explorado completamente y muchos de los organismos presentes en ellos no están documentados.

## Servicios de los ecosistemas
Además de brindar muchos beneficios al mundo natural, los ecosistemas marinos también brindan servicios ecosistémicos sociales, económicos y biológicos a los humanos. Los sistemas marinos pelágicos regulan el clima global, contribuyen al ciclo del agua, mantienen la biodiversidad, proporcionan recursos alimentarios y energéticos y crean oportunidades para la recreación y el turismo. Económicamente, los sistemas marinos son la fuente de miles de millones de dólares en pesca, acuicultura, petróleo y gas en alta mar, así como comercio y transporte.
Los servicios de los ecosistemas se dividen en varias categorías, incluidos los servicios de apoyo, los servicios de aprovisionamiento, los servicios de regulación y los servicios culturales.

## Amenazas

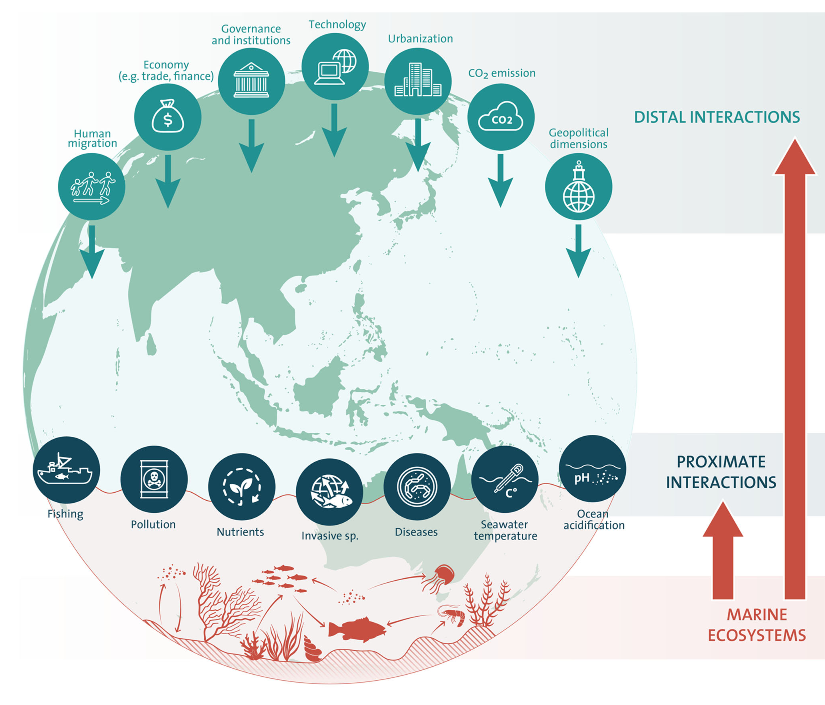

Aunque los ecosistemas marinos brindan servicios ecosistémicos esenciales, estos sistemas enfrentan diversas amenazas.

### Explotación y desarrollo humanos
Los ecosistemas marinos costeros experimentan crecientes presiones demográficas dado que casi el 40% de las personas en el mundo que viven a 100 km o menos de la costa. Los seres humanos a menudo se aglomeran cerca de los hábitats costeros para aprovechar los servicios de los ecosistemas de estas zonas. Por ejemplo, se estima que la pesca costera en los hábitats de manglares y arrecifes de coral tiene un valor mínimo de 34 mil millones de dólares por año. Sin embargo, muchos de estos hábitats están solo marginalmente protegidos o no están protegidos. El área de manglares ha disminuido en todo el mundo en más de un tercio desde 1950, y el 60% de los arrecifes de coral del mundo están ahora inmediata o directamente amenazados. El desarrollo humano, la acuicultura y la industrialización a menudo conducen a la destrucción, sustitución o degradación de los hábitats costeros.
Más alejados de la costa, los sistemas marinos pelágicos son directamente amenazados por la sobrepesca. Los desembarques pesqueros mundiales alcanzaron su punto máximo a fines de la década de 1980, pero ahora están disminuyendo, a pesar del aumento en el esfuerzo pesquero. La biomasa de peces y el nivel trófico promedio de los desembarques pesqueros están disminuyendo, lo que lleva a una disminución de la biodiversidad marina. En particular, las extinciones locales han provocado la disminución de especies grandes, longevas y de crecimiento lento, así como de aquellas que tienen rangos geográficos estrechos La disminución de la biodiversidad puede conducir a la disminución asociada de los servicios de los ecosistemas. Por ejemplo, un estudio a largo plazo informa de la disminución de 74% a 92% de la captura por unidad de esfuerzo de tiburones en la costa australiana desde la década de 1960 hasta la de 2010.

### Otras amenazas
Otras amenazas a los ecosistemas marinos incluyen la contaminación de los mismos, las especies invasivas y el cambio climático.

## Dominios

1-6: Dominio pelágico
1. Región nerítica; 2. Región oceánica; 3. Zona Epipelágica; 4. Zona Batial (4a. Zona Mesopelágica; 4b. Zona Batipelágica); 5. Zona Abisopelágica o Abisal; 6. Zona Hadalopelágica o Hadal; (t: termoclina permanente)
A-D: Dominio bentónico
A. Plataforma continental; B. Talud continental (B1. Talud continental superior; B2. Talud continental inferior); C. Llanura abisal; D. Fosa hadal.

### Dominio pelágico o de columna de agua

#### Según la distancia de la costa
- Zona nerítica: zona  próxima a la costa, situada sobre la plataforma continental. Se caracteriza por el movimiento continuo del agua.
- Zona oceánica: zona lejana de la costa, generalmente situada en el interior del océano.

#### Según la profundidad
(ver Zona pelágica)
- Zona epipelágica: de los 0 a los 50/200 m
- Zona mesopelágica: de los 50/200 a los 600 m.
- Zona batipelágica: de los 600 a los 3000 m.
- Zona abisopelágica: de los 3000 a los 6000 m.
- Zona hadalpelágica: desde los 6000 m.

### Dominio bentónico o de fondo marino
El sustrato, el fondo marino (rocoso, pedregoso, arenoso, fangoso). Poblado por organismos bentónicos.

#### Según la profundidad
- Zona litoral: línea de costa (zona supramareal e intermareal-mesolitoral)
- Zona sublitoral: hasta los 200 m.
  - Zona infralitoral: aproximadamente hasta los 50 m.
  - Zona circalitoral: aproximadamente de los 50 a los 200 m.
- Zona batial: de los 200 a los 3000 m.
- Zona abisal: de los 3000 a los 6000 m.
- Zona hadal: desde los 6000 m.

#### Según la iluminación
- La zona eufótica: Con suficiente iluminación solar para la fotosíntesis.
  - Zona supramareal: región de salpicaduras, parte costera, sin vegetación terrestre, o sólo de tipo desértico.
  - Zona mesolitoral: región de intermareas, con alternancia entre expuesta al aire y sumergida por el mar, con algas.
  - Zona infralitoral: región permanentemente sumergida, sobre la plataforma continental interna, hasta donde hay vegetación bentónica, con algas.

- La zona disfótica: Poca iluminación solar, aprovechable solo por ciertas algas, como las algas rojas.
  - Zona circalitoral: región externa de la plataforma continental externa, donde ya no hay apenas vegetación bentónica.

- La zona afótica: Dominada por la oscuridad.
  - Zona batial: región del talud continental, de 200-3000 m.
  - Zona abisal: región del fondo oceánico o de llanuras oceánicas, de 3000-6000 m.
  - Zona hadal:  zonas de subducción o de trincheras oceánicas, de 6000 a más de 10 000 m.